# Fabian Lamotte
Fabian Lamotte (* 25. Februar 1983 in Marsberg) ist ein deutscher Fußballspieler auf der Position eines Abwehrspielers.

## Karriere
Der Verteidiger, der meist auf der rechten Seite spielte, begann bei TuS Hesperinghausen. 1998 wechselte er zur Jugend des FC Schalke 04 und spielte später für die zweite Mannschaft, mit der er 2003 in die Regionalliga Nord aufstieg. 2002 wurde er mit der A-Jugend des FC Schalke 04 deutscher Junioren-Pokalsieger. Sein Bundesliga-Debüt gab Lamotte am 13. März 2004 auswärts gegen Eintracht Frankfurt. Drei Wochen später erzielte er gegen den Hamburger SV mit einem Rechtsschuss sein einziges Tor in der höchsten deutschen Spielklasse. Er konnte sich jedoch auf Schalke nicht durchsetzen und wechselte deshalb 2005 nach insgesamt nur zehn Bundesligaeinsätzen in die 2. Bundesliga zum TSV 1860 München.
In der Hinrunde der Saison 2006/07 wurde er nur in zwei Ligaspielen eingesetzt. Im Januar 2007 wechselte er zum SK Sturm Graz in die österreichische Bundesliga, wo er sich auf Anhieb einen Stammplatz sichern konnte. Im Juni 2009 verlängerte er seinen Vertrag um ein Jahr bis Saisonende 2009/10. Nach der Saison wurde sein Vertrag bei Sturm Graz nicht verlängert. Fabian Lamotte hielt sich daraufhin bei der U23 von Hertha BSC fit, fand jedoch nach einem Achillessehnenriss zunächst keinen neuen Arbeitgeber. Anfang Februar 2012 verpflichtete der Berliner Oberligist BFC Viktoria 1889 den zuvor vertragslosen Lamotte. Anschließend beendete er seine Profikarriere und spielte in der Landesliga für den TSV 1865 Dachau, mit dem er 2014 in der Bayernliga aufstieg. Ab April 2016 trainierte er auch die Mannschaft in der zweithöchsten Fußballliga Bayerns. Im März 2022 trat er von seinem Amt zurück. In der Saison 2022/23 war er bis zu seiner Entlassung im April 2023 als Spielertrainer in der Landesliga beim SV Pullach tätig. Anschließend spielte er 2023/24 zum Ausklang seiner Spielerkarriere für die Reserve des TSV Dachau in der Kreisliga. Im Sommer 2024 wurde er Trainer beim Bezirksligisten FC Wacker München.

## Erfolge
- Österreichischer Pokalsieger: 2009/10 (SK Sturm Graz)